# 16e étape du Tour de France 2002
Pour un article plus général, voir Tour de France 2002.
La 16e étape du Tour de France 2002 a eu lieu le 24 juillet 2002 entre les stations de sports d'hiver des Deux Alpes et de la Plagne sur une distance de 179,5 km. Elle a été remportée par le Néerlandais Michael Boogerd (Rabobank). Il devance de près d'une minute trente l'Espagnol Carlos Sastre (CSC-Tiscali) et l'Américain Lance Armstrong (U.S. Postal Service). Ce dernier conserve la tête du classement général et le maillot jaune à l'issue de l'étape.

## Classement de l'étape
| \| Classement de l'étape \| Classement de l'étape \| Classement de l'étape \| Classement de l'étape \| Classement de l'étape \| \| Coureur \| Coureur \| Pays \| Équipe \| Temps \| \| --------------------- \| --------------------- \| --------------------- \| --------------------- \| --------------------- \| \| 1er \| Michael Boogerd \| Pays-Bas \| Rabobank \| 5 h 48 min 29 s \| \| 2e \| Carlos Sastre \| Espagne \| CSC-Tiscali \| + 1 min 25 s \| \| 3e \| Lance Armstrong \| États-Unis \| US Postal Service \| DQ \| \| 4e \| Joseba Beloki \| Espagne \| ONCE-Eroski \| + 2 min 02 s \| \| 5e \| Raimondas Rumšas \| Lituanie \| Lampre-Daikin \| + 2 min 02 s \| \| 6e \| Levi Leipheimer \| États-Unis \| Rabobank \| DQ \| \| 7e \| Ivan Basso \| Italie \| Fassa Bortolo \| + 2 min 14 s \| \| 8e \| José Azevedo \| Portugal \| ONCE-Eroski \| + 2 min 14 s \| \| 9e \| Santiago Botero \| Colombie \| Kelme-Costa Blanca \| + 2 min 23 s \| \| 10e \| Roberto Heras \| Espagne \| US Postal Service \| + 2 min 25 s \| |                  |            |                    |                 |
| |                  |            |                    |                 |
| |                  |            |                    |                 |
| Classement de l'étape |                  |            |                    |                 |
| Coureur | Coureur          | Pays       | Équipe             | Temps           |
| 1er | Michael Boogerd  | Pays-Bas   | Rabobank           | 5 h 48 min 29 s |
| 2e | Carlos Sastre    | Espagne    | CSC-Tiscali        | + 1 min 25 s    |
| 3e | Lance Armstrong  | États-Unis | US Postal Service  | DQ              |
| 4e | Joseba Beloki    | Espagne    | ONCE-Eroski        | + 2 min 02 s    |
| 5e | Raimondas Rumšas | Lituanie   | Lampre-Daikin      | + 2 min 02 s    |
| 6e | Levi Leipheimer  | États-Unis | Rabobank           | DQ              |
| 7e | Ivan Basso       | Italie     | Fassa Bortolo      | + 2 min 14 s    |
| 8e | José Azevedo     | Portugal   | ONCE-Eroski        | + 2 min 14 s    |
| 9e | Santiago Botero  | Colombie   | Kelme-Costa Blanca | + 2 min 23 s    |
| 10e | Roberto Heras    | Espagne    | US Postal Service  | + 2 min 25 s    |

## Classement général
| \| Classement général \| Classement général \| Classement général \| Classement général \| Classement général \| \| Coureur \| Coureur \| Pays \| Équipe \| Temps \| \| ------------------ \| ------------------------- \| ------------------ \| ------------------ \| ------------------ \| \| 1er \| Lance Armstrong \| États-Unis \| US Postal Service \| DQ \| \| 2e \| Joseba Beloki \| Espagne \| ONCE-Eroski \| + 5 min 06 s \| \| 3e \| Raimondas Rumšas \| Lituanie \| Lampre-Daikin \| + 7 min 24 s \| \| 4e \| José Azevedo \| Portugal \| ONCE-Eroski \| + 12 min 08 s \| \| 5e \| Igor González de Galdeano \| Espagne \| ONCE-Eroski \| + 12 min 12 s \| \| 6e \| Francisco Mancebo \| Espagne \| iBanesto.com \| + 12 min 28 s \| \| 7e \| Santiago Botero \| Colombie \| Kelme-Costa Blanca \| + 12 min 37 s \| \| 8e \| Roberto Heras \| Espagne \| US Postal Service \| + 12 min 54 s \| \| 9e \| Levi Leipheimer \| États-Unis \| Rabobank \| DQ \| \| 10e \| Ivan Basso \| Italie \| Fassa Bortolo \| + 15 min 04 s \| |                           |            |                    |               |
| |                           |            |                    |               |
| |                           |            |                    |               |
| Classement général |                           |            |                    |               |
| Coureur | Coureur                   | Pays       | Équipe             | Temps         |
| 1er | Lance Armstrong           | États-Unis | US Postal Service  | DQ            |
| 2e | Joseba Beloki             | Espagne    | ONCE-Eroski        | + 5 min 06 s  |
| 3e | Raimondas Rumšas          | Lituanie   | Lampre-Daikin      | + 7 min 24 s  |
| 4e | José Azevedo              | Portugal   | ONCE-Eroski        | + 12 min 08 s |
| 5e | Igor González de Galdeano | Espagne    | ONCE-Eroski        | + 12 min 12 s |
| 6e | Francisco Mancebo         | Espagne    | iBanesto.com       | + 12 min 28 s |
| 7e | Santiago Botero           | Colombie   | Kelme-Costa Blanca | + 12 min 37 s |
| 8e | Roberto Heras             | Espagne    | US Postal Service  | + 12 min 54 s |
| 9e | Levi Leipheimer           | États-Unis | Rabobank           | DQ            |
| 10e | Ivan Basso                | Italie     | Fassa Bortolo      | + 15 min 04 s |

## Classements annexes
| Classement par points | Classement par points | Classement par points | Classement par points | Classement par points |
| Coureur               | Coureur               | Pays                  | Équipe                | Points                |
| --------------------- | --------------------- | --------------------- | --------------------- | --------------------- |
| 1er                   | Robbie McEwen         | Australie             | Lotto-Adecco          | 229 pts               |
| 2e                    | Erik Zabel            | Allemagne             | Telekom               | 229 pts               |
| 3e                    | Stuart O'Grady        | Australie             | Crédit Agricole       | 180 pts               |
| 4e                    | Baden Cooke           | Australie             | Fdjeux.com            | 162 pts               |
| 5e                    | Ján Svorada           | Tchéquie              | Lampre-Daikin         | 129 pts               |

| Classement par points | Classement par points | Classement par points | Classement par points | Classement par points |
| Coureur               | Coureur               | Pays                  | Équipe                | Points                |
| --------------------- | --------------------- | --------------------- | --------------------- | --------------------- |
| 1er                   | Robbie McEwen         | Australie             | Lotto-Adecco          | 229 pts               |
| 2e                    | Erik Zabel            | Allemagne             | Telekom               | 229 pts               |
| 3e                    | Stuart O'Grady        | Australie             | Crédit Agricole       | 180 pts               |
| 4e                    | Baden Cooke           | Australie             | Fdjeux.com            | 162 pts               |
| 5e                    | Ján Svorada           | Tchéquie              | Lampre-Daikin         | 129 pts               |

| Classement de la montagne | Classement de la montagne | Classement de la montagne | Classement de la montagne | Classement de la montagne |
| Coureur                   | Coureur                   | Pays                      | Équipe                    | Points                    |
| ------------------------- | ------------------------- | ------------------------- | ------------------------- | ------------------------- |
| 1er                       | Laurent Jalabert          | France                    | CSC-Tiscali               | 238 pts                   |
| 2e                        | Santiago Botero           | Colombie                  | Kelme-Costa Blanca        | 160 pts                   |
| 3e                        | Lance Armstrong           | États-Unis                | US Postal Service         | DQ                        |
| 4e                        | Axel Merckx               | Belgique                  | Domo-Farm Frites          | 121 pts                   |
| 5e                        | Joseba Beloki             | Espagne                   | ONCE-Eroski               | 115 pts                   |

| Classement de la montagne | Classement de la montagne | Classement de la montagne | Classement de la montagne | Classement de la montagne |
| Coureur                   | Coureur                   | Pays                      | Équipe                    | Points                    |
| ------------------------- | ------------------------- | ------------------------- | ------------------------- | ------------------------- |
| 1er                       | Laurent Jalabert          | France                    | CSC-Tiscali               | 238 pts                   |
| 2e                        | Santiago Botero           | Colombie                  | Kelme-Costa Blanca        | 160 pts                   |
| 3e                        | Lance Armstrong           | États-Unis                | US Postal Service         | DQ                        |
| 4e                        | Axel Merckx               | Belgique                  | Domo-Farm Frites          | 121 pts                   |
| 5e                        | Joseba Beloki             | Espagne                   | ONCE-Eroski               | 115 pts                   |

| Classement du meilleur jeune | Classement du meilleur jeune | Classement du meilleur jeune | Classement du meilleur jeune | Classement du meilleur jeune |
| Coureur                      | Coureur                      | Pays                         | Équipe                       | Temps                        |
| ---------------------------- | ---------------------------- | ---------------------------- | ---------------------------- | ---------------------------- |
| 1er                          | Ivan Basso                   | Italie                       | Fassa Bortolo                |                              |
| 2e                           | Nicolas Vogondy              | France                       | Fdjeux.com                   |                              |
| 3e                           | Haimar Zubeldia              | Espagne                      | Euskaltel-Euskadi            |                              |
| 4e                           | Christophe Brandt            | Belgique                     | Lotto-Adecco                 |                              |
| 5e                           | Sylvain Chavanel             | France                       | Bonjour                      |                              |

| Classement du meilleur jeune | Classement du meilleur jeune | Classement du meilleur jeune | Classement du meilleur jeune | Classement du meilleur jeune |
| Coureur                      | Coureur                      | Pays                         | Équipe                       | Temps                        |
| ---------------------------- | ---------------------------- | ---------------------------- | ---------------------------- | ---------------------------- |
| 1er                          | Ivan Basso                   | Italie                       | Fassa Bortolo                |                              |
| 2e                           | Nicolas Vogondy              | France                       | Fdjeux.com                   |                              |
| 3e                           | Haimar Zubeldia              | Espagne                      | Euskaltel-Euskadi            |                              |
| 4e                           | Christophe Brandt            | Belgique                     | Lotto-Adecco                 |                              |
| 5e                           | Sylvain Chavanel             | France                       | Bonjour                      |                              |

| Classement par équipes | Classement par équipes          | Classement par équipes | Classement par équipes |
| Équipe                 | Équipe                          | Pays                   | Temps                  |
| ---------------------- | ------------------------------- | ---------------------- | ---------------------- |
| 1re                    | ONCE-Eroski                     | Espagne                |                        |
| 2e                     | US Postal Service               | États-Unis             |                        |
| 3e                     | iBanesto.com                    | Espagne                |                        |
| 4e                     | Cofidis-Le Crédit par Téléphone | France                 |                        |
| 5e                     | Rabobank                        | Pays-Bas               |                        |

| Classement par équipes | Classement par équipes          | Classement par équipes | Classement par équipes |
| Équipe                 | Équipe                          | Pays                   | Temps                  |
| ---------------------- | ------------------------------- | ---------------------- | ---------------------- |
| 1re                    | ONCE-Eroski                     | Espagne                |                        |
| 2e                     | US Postal Service               | États-Unis             |                        |
| 3e                     | iBanesto.com                    | Espagne                |                        |
| 4e                     | Cofidis-Le Crédit par Téléphone | France                 |                        |
| 5e                     | Rabobank                        | Pays-Bas               |                        |